# ایستگاه استراتفورد
ایستگاه استراتفورد
یک ایستگاه از خط مرکزی و از خطوط متروی لندن است که در منطقه استراتفورد قرار دارد.

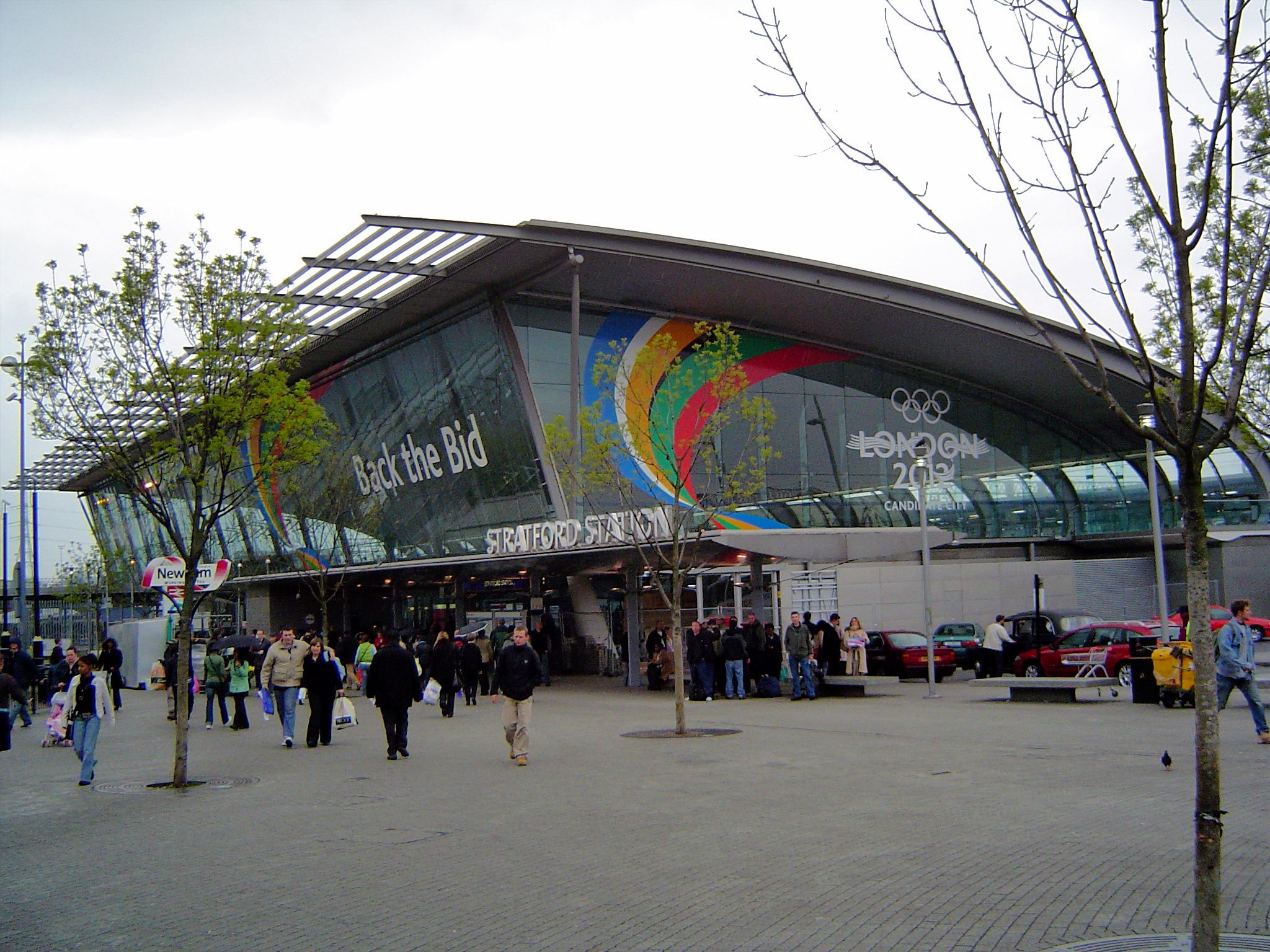

## نگارخانه

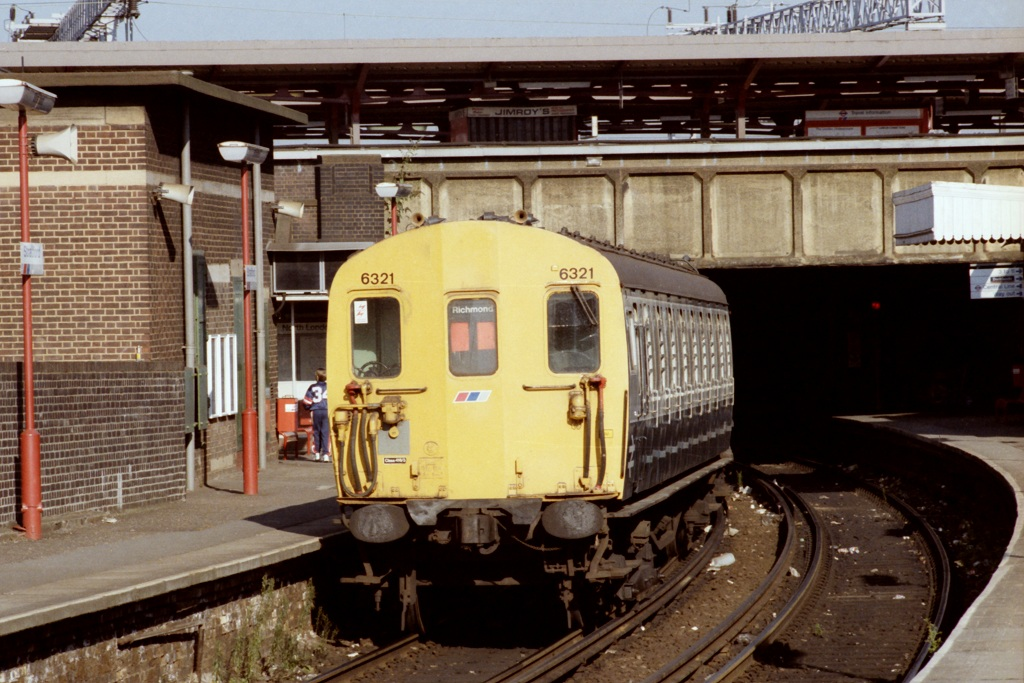
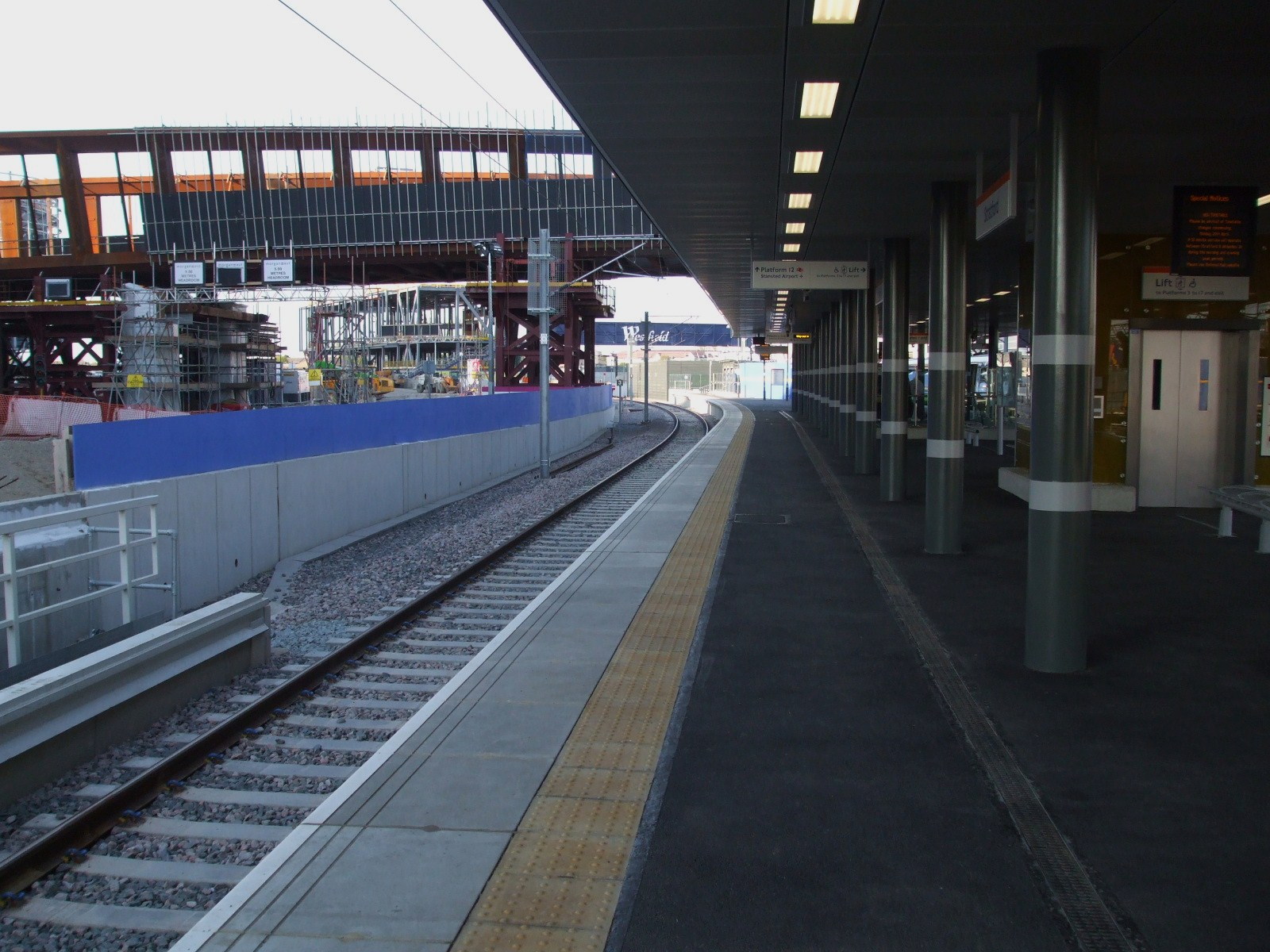
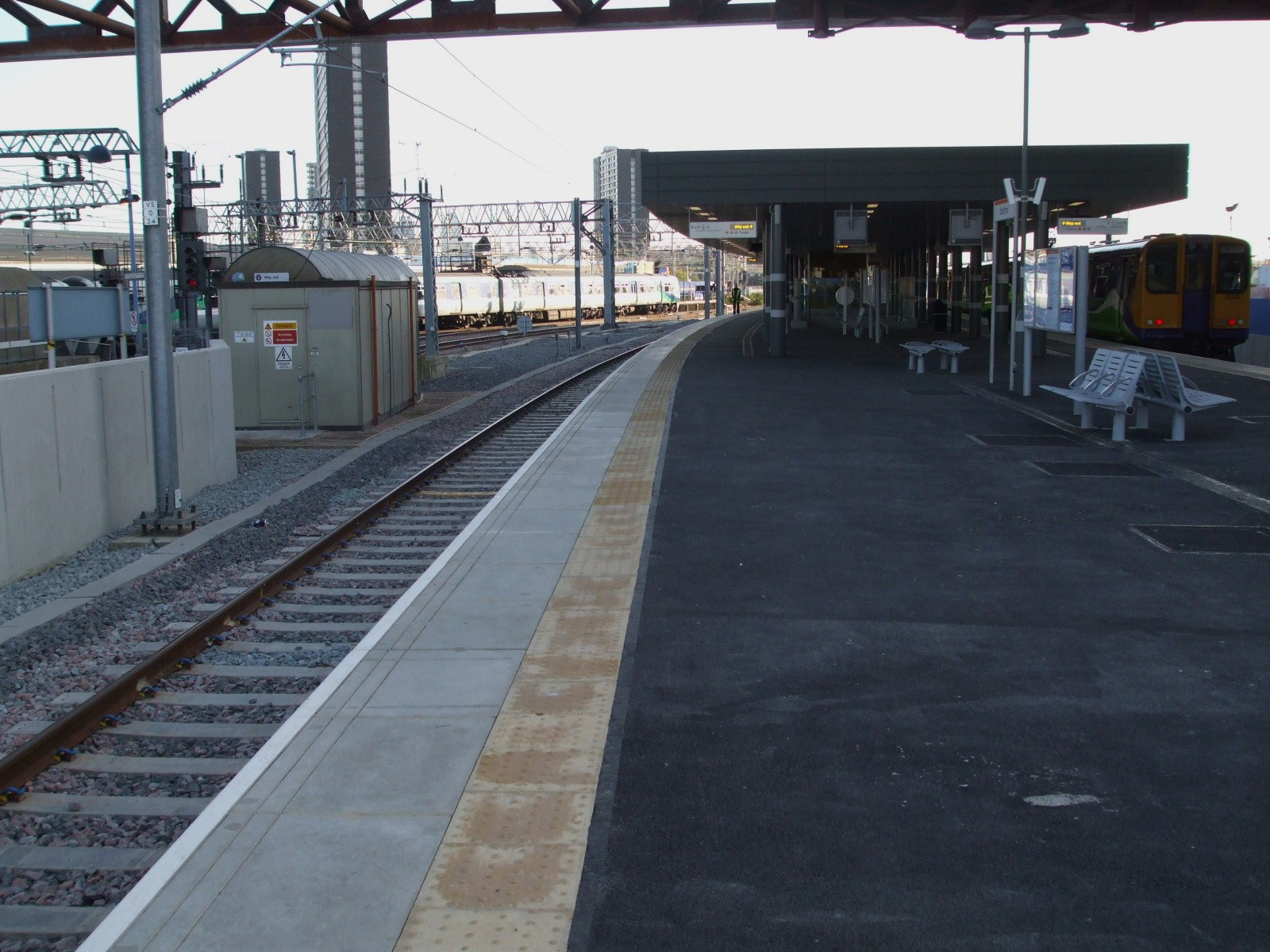
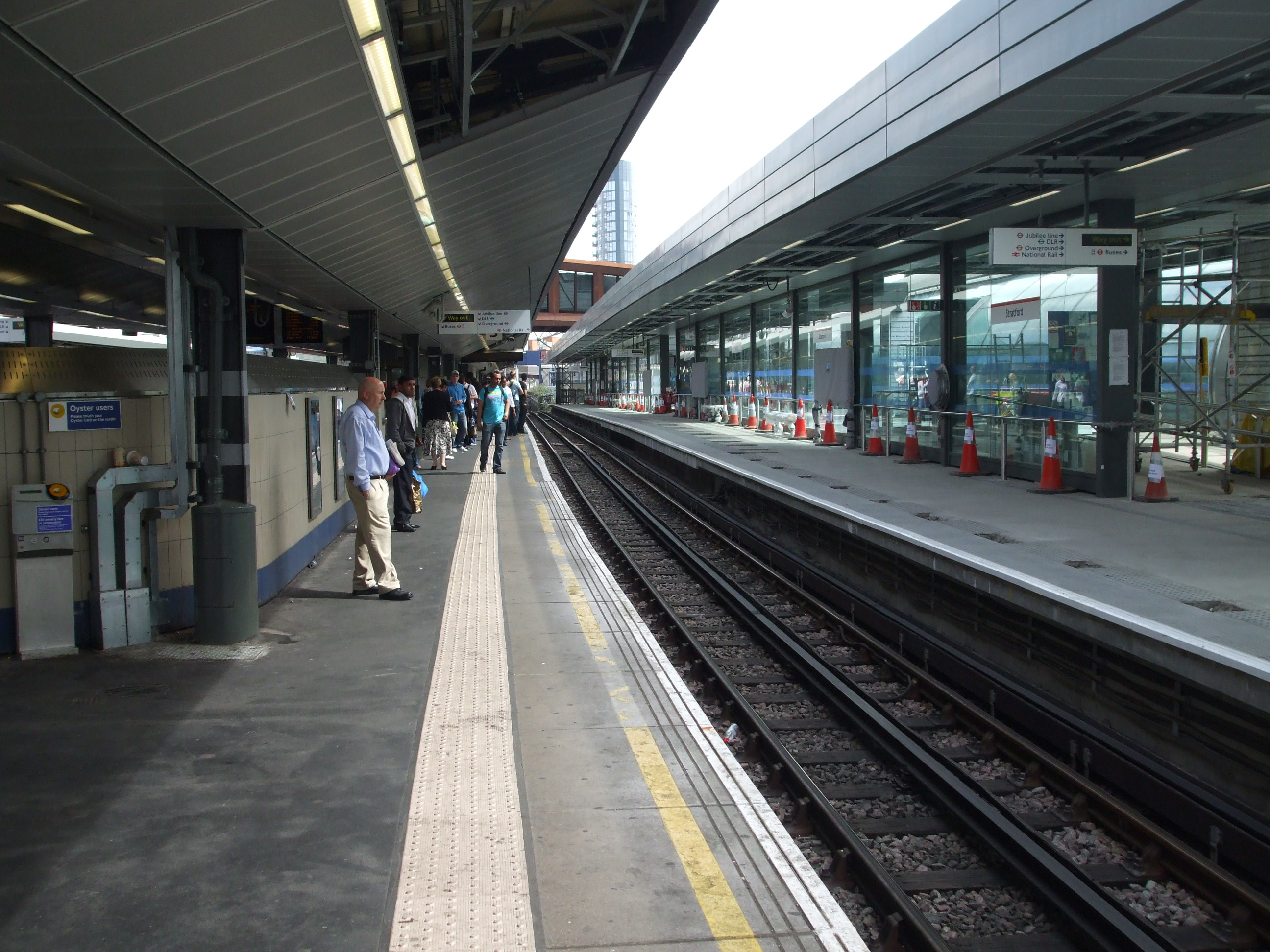
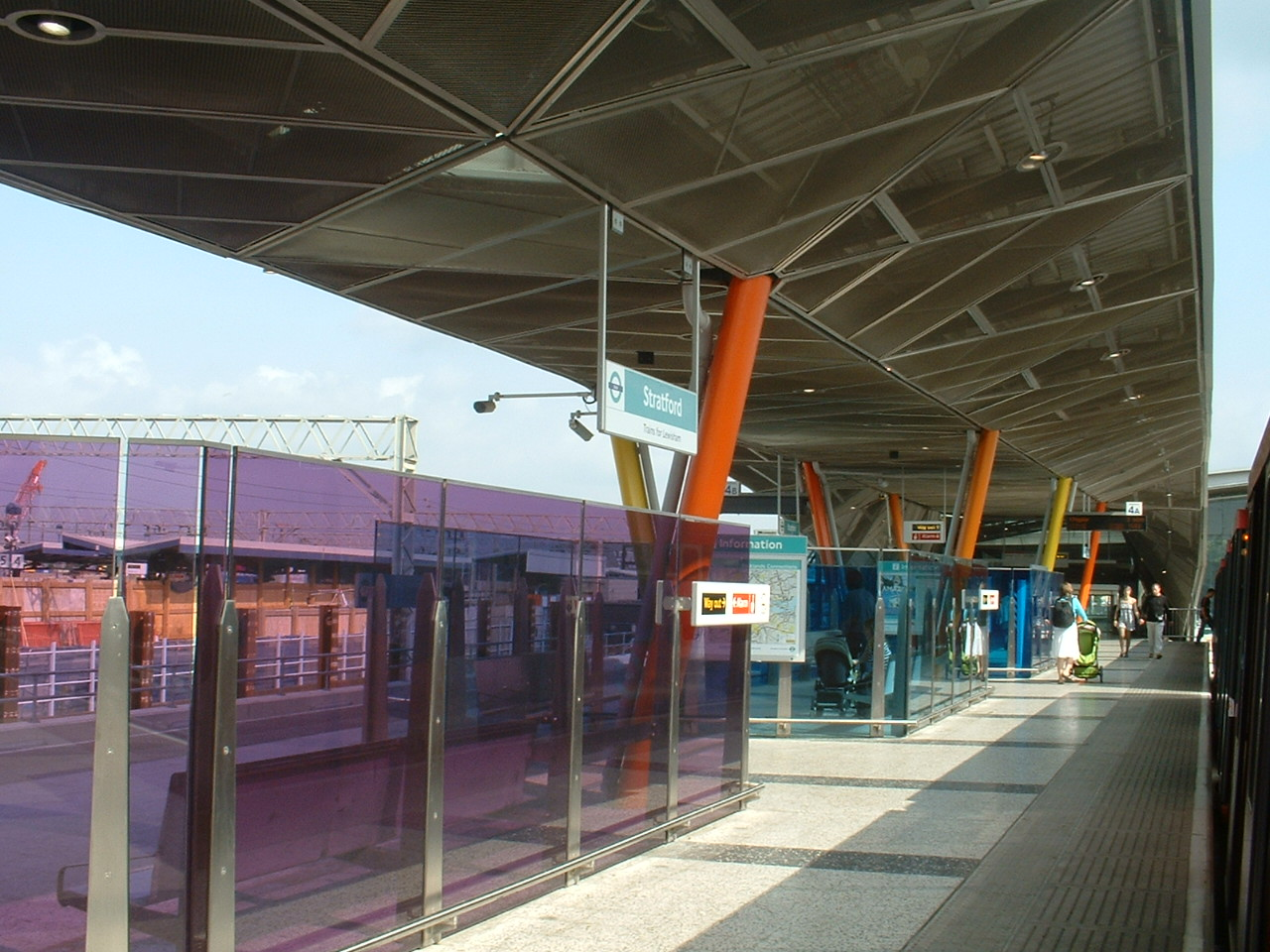
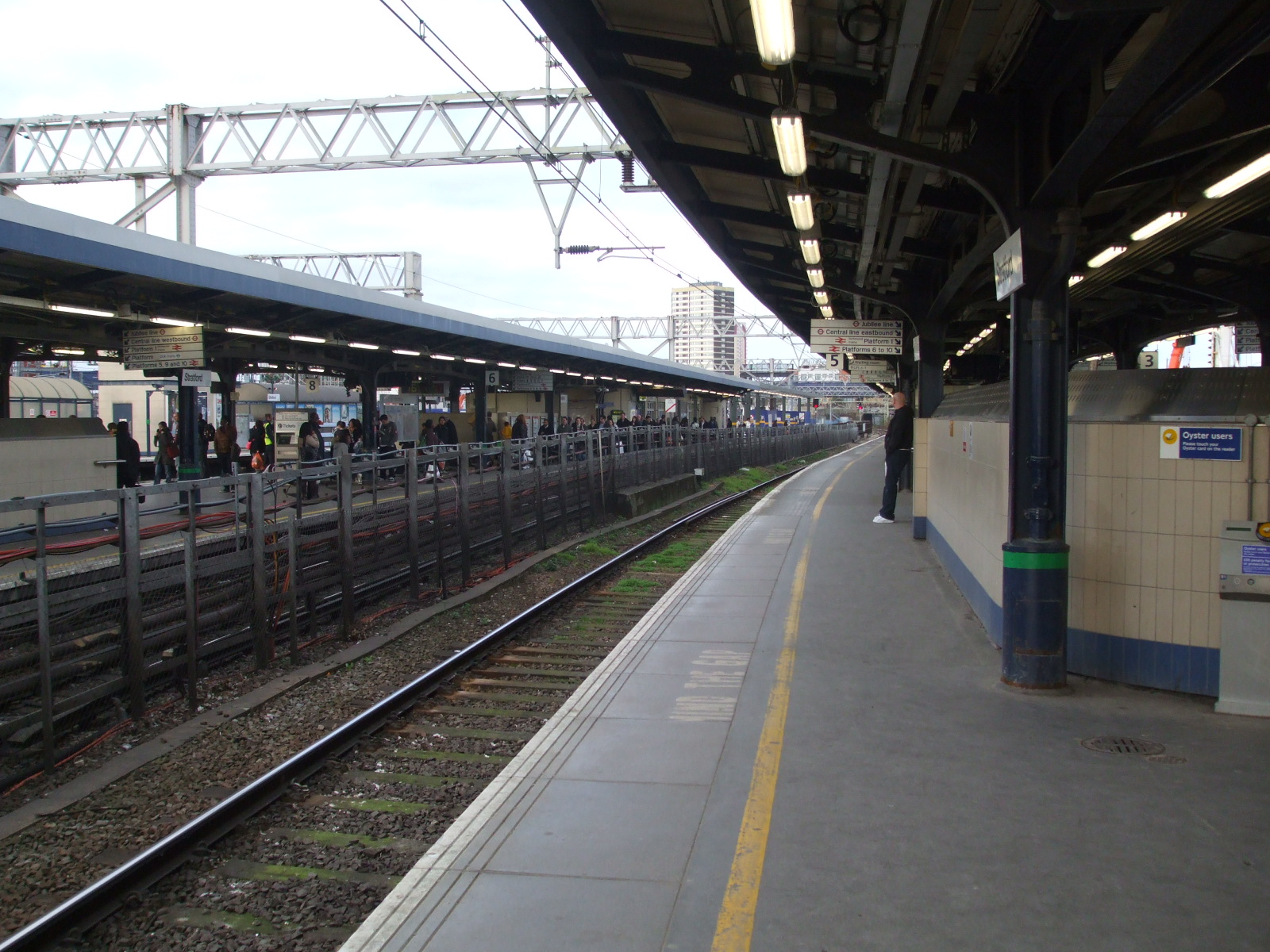
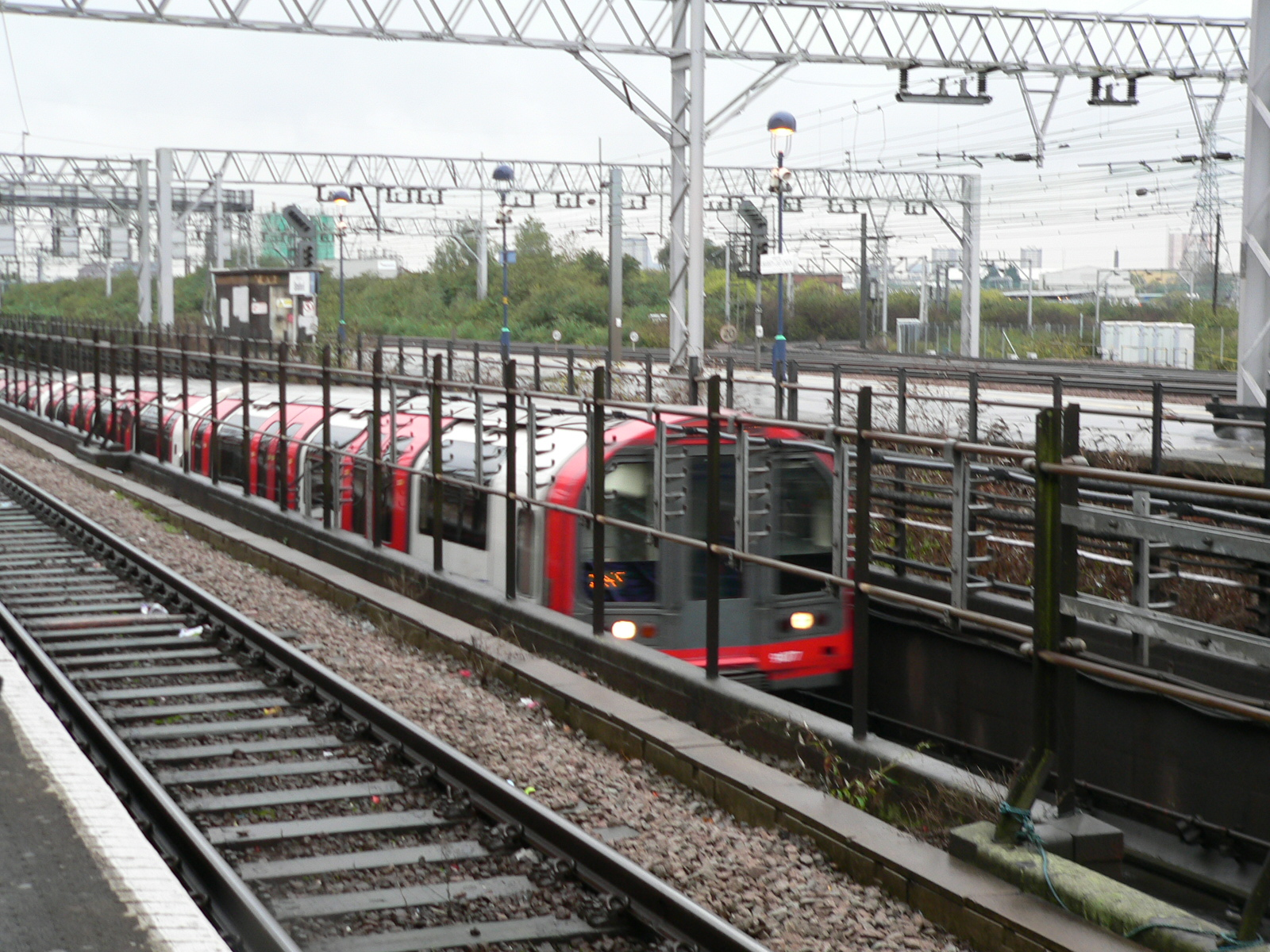
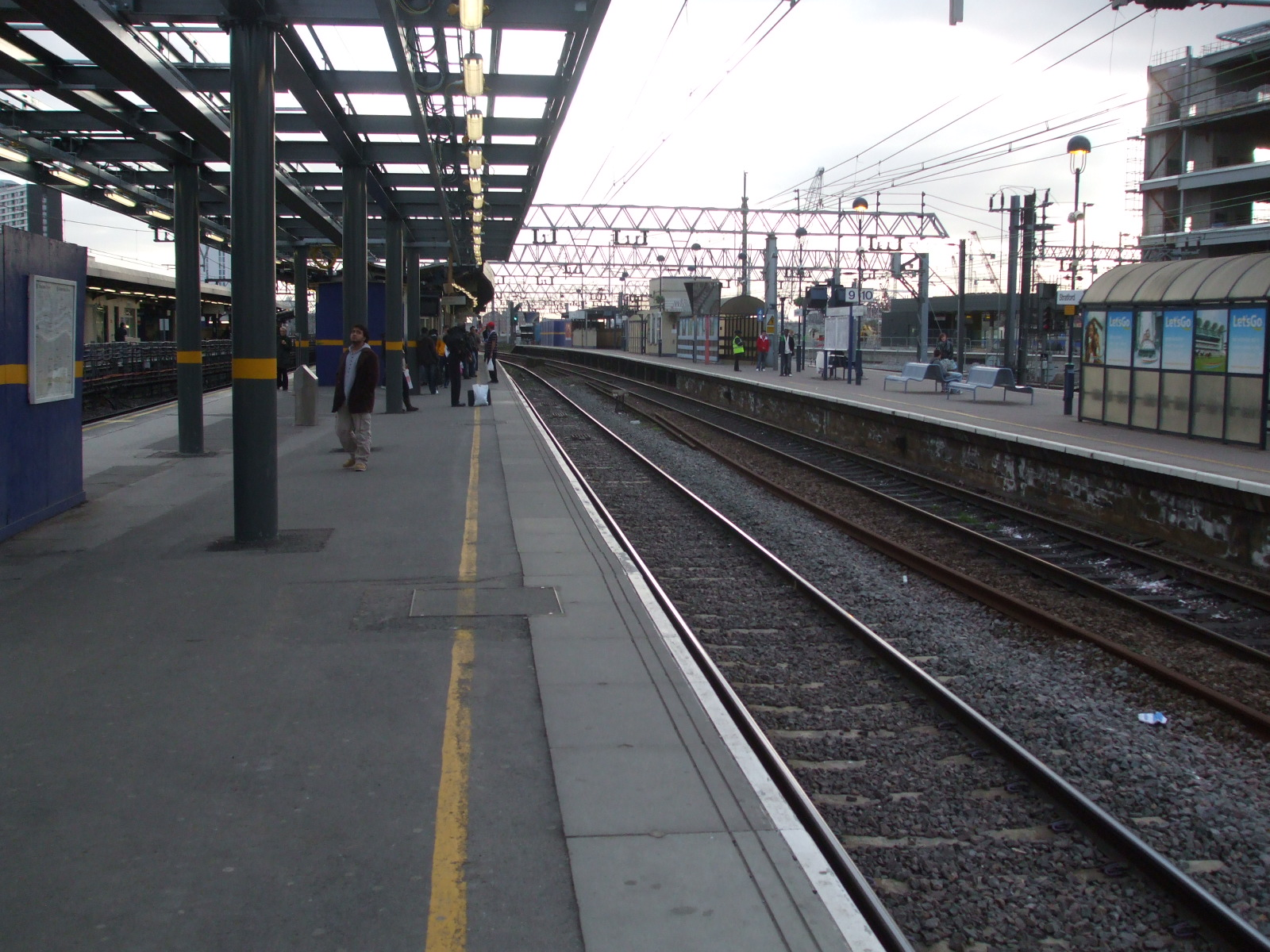
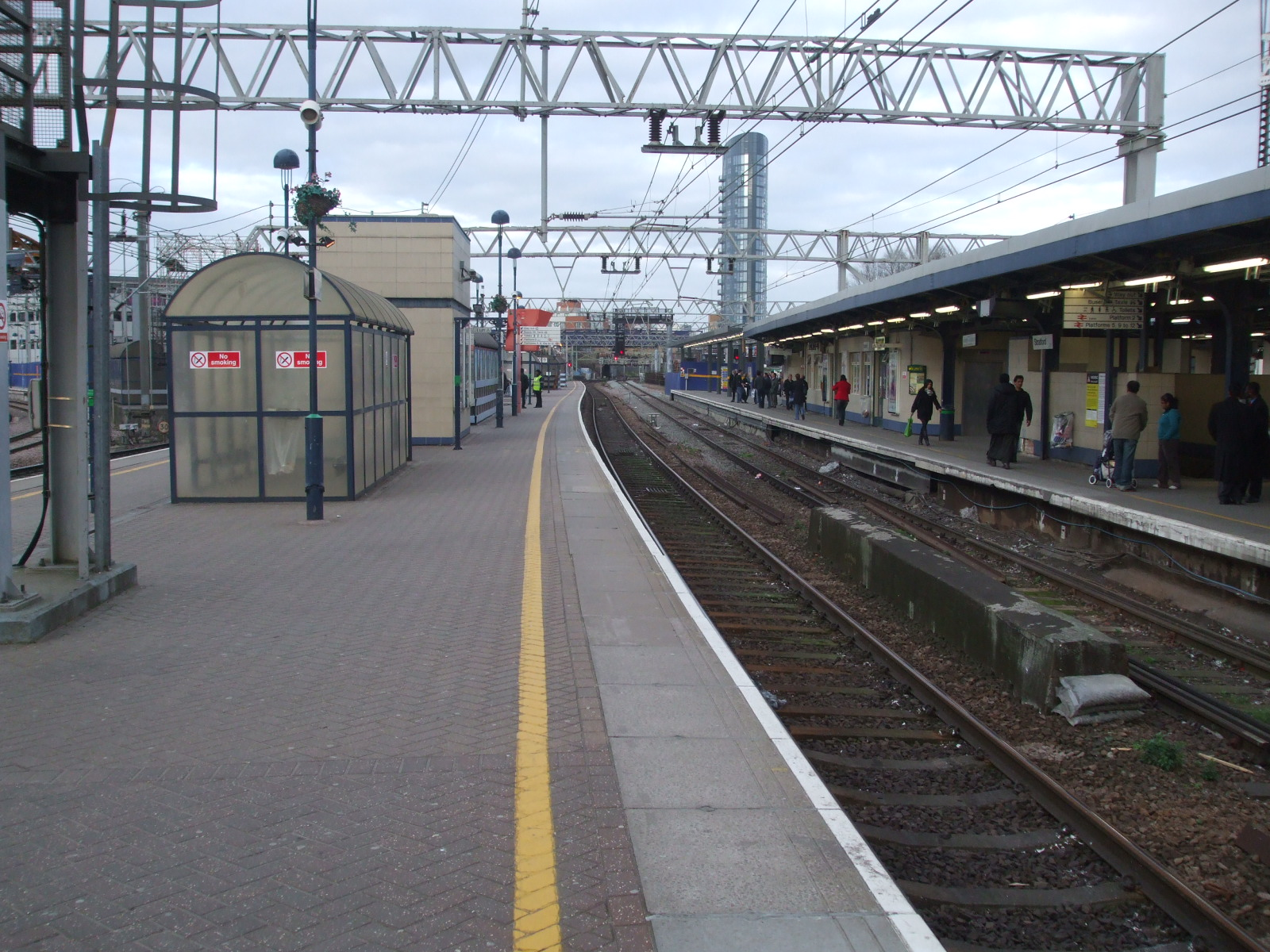
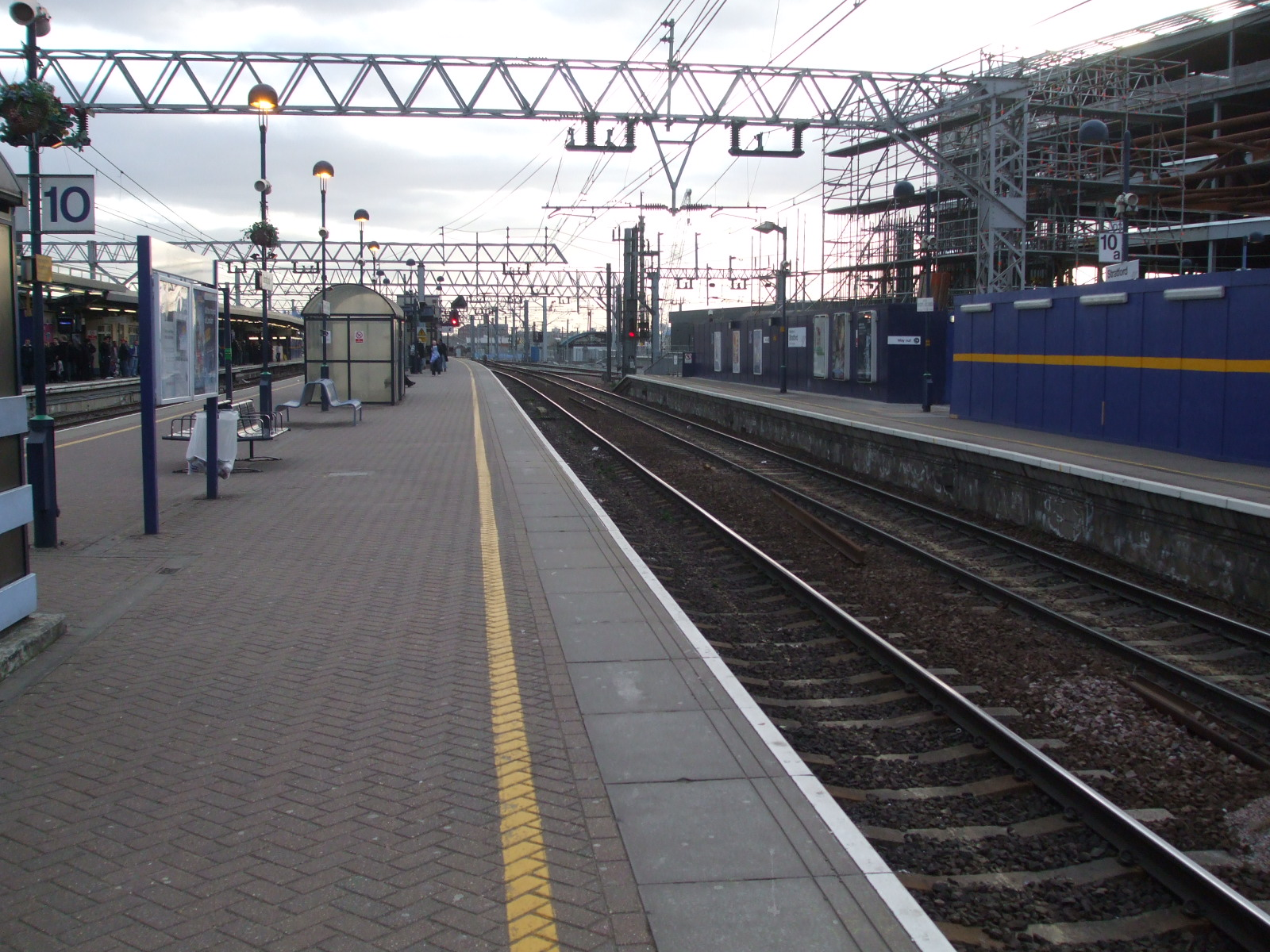
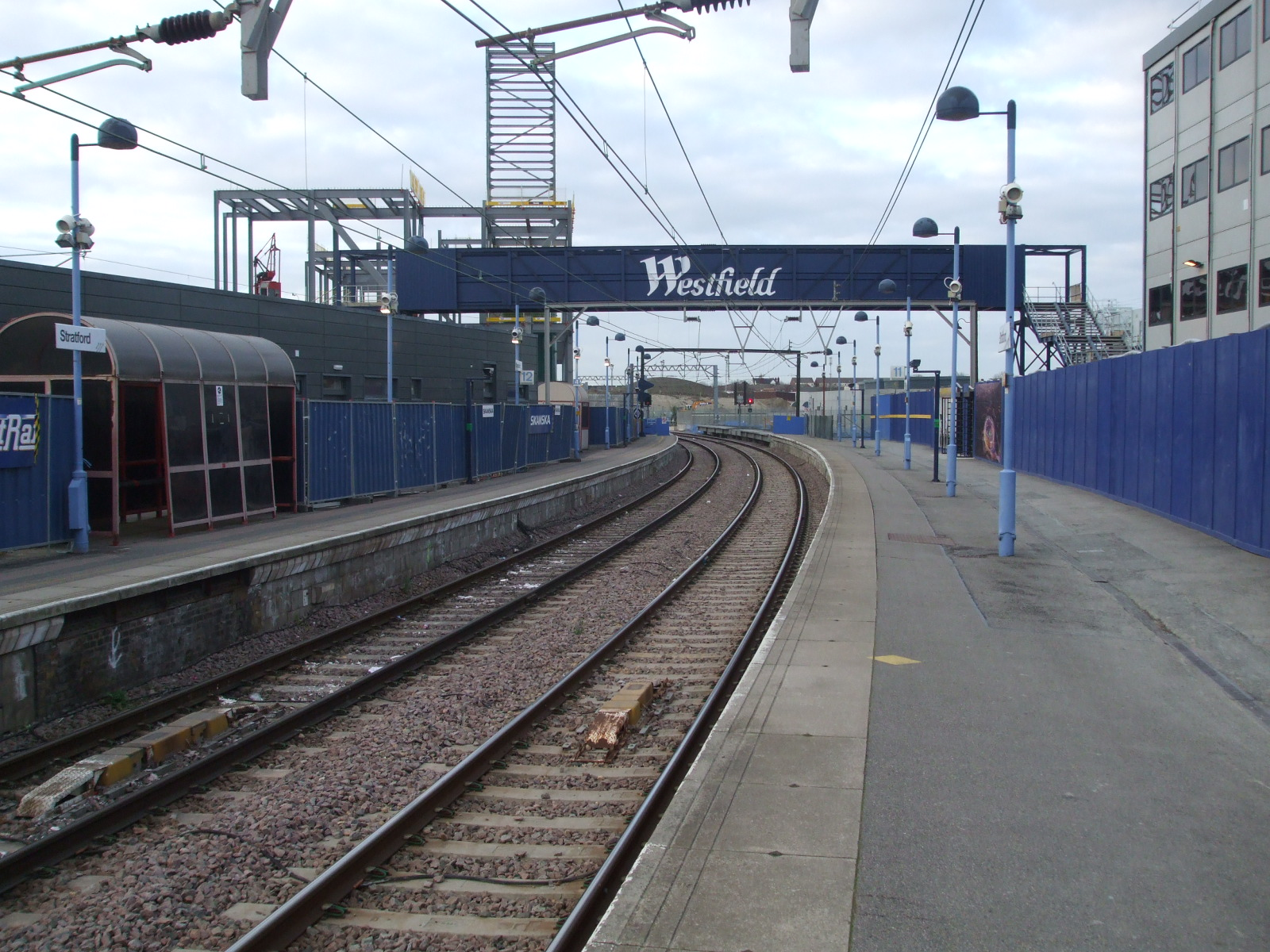
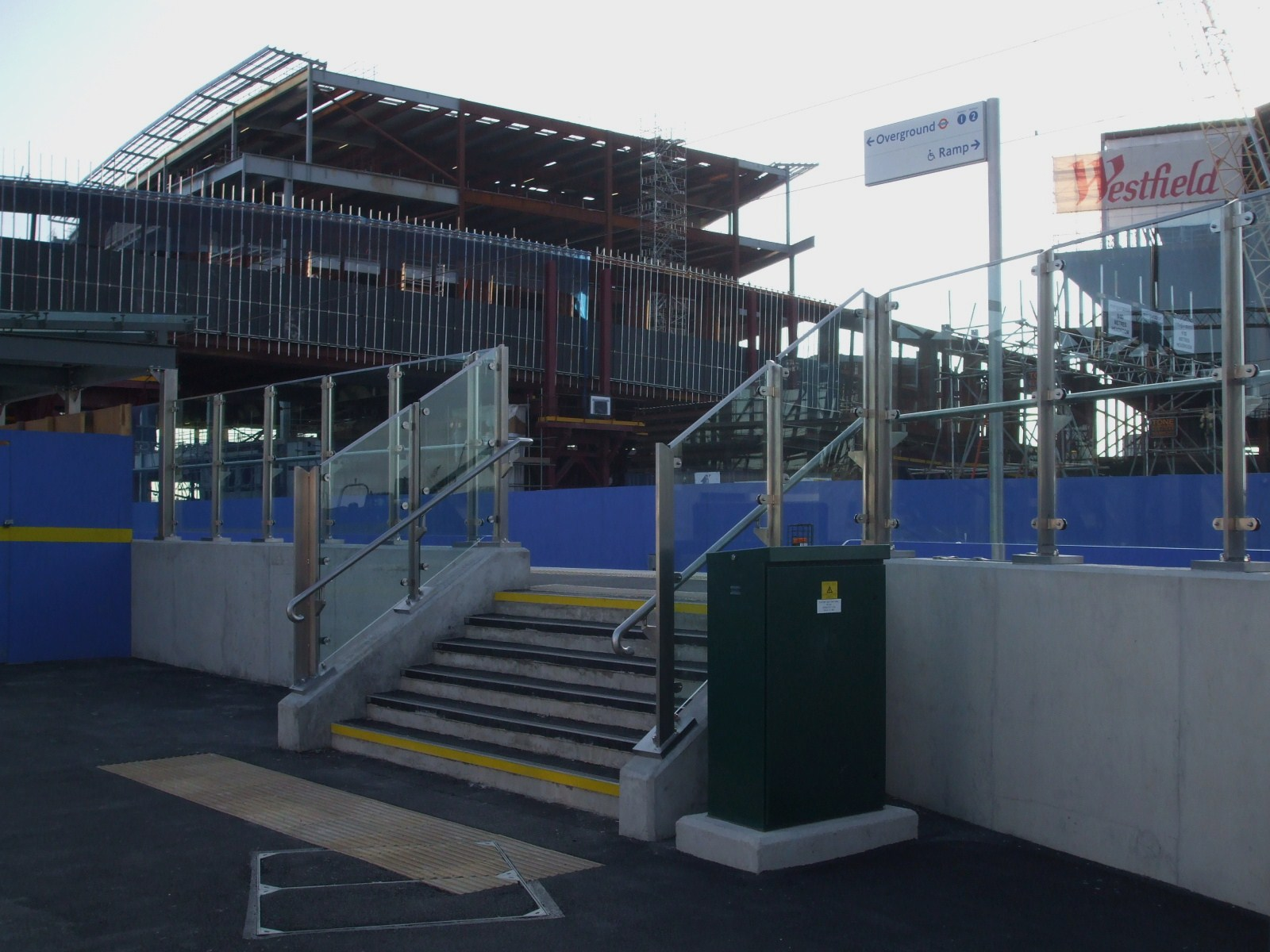
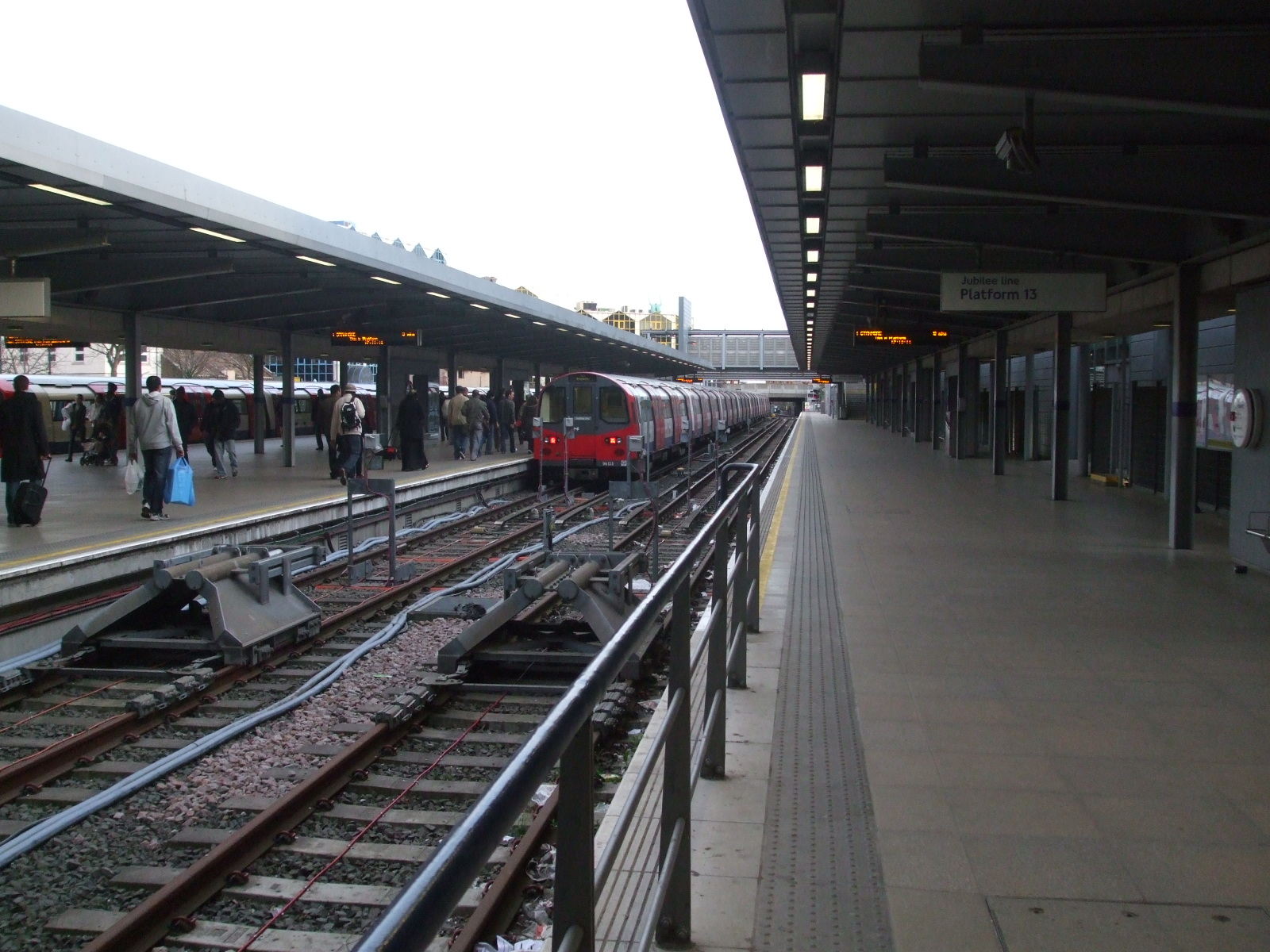
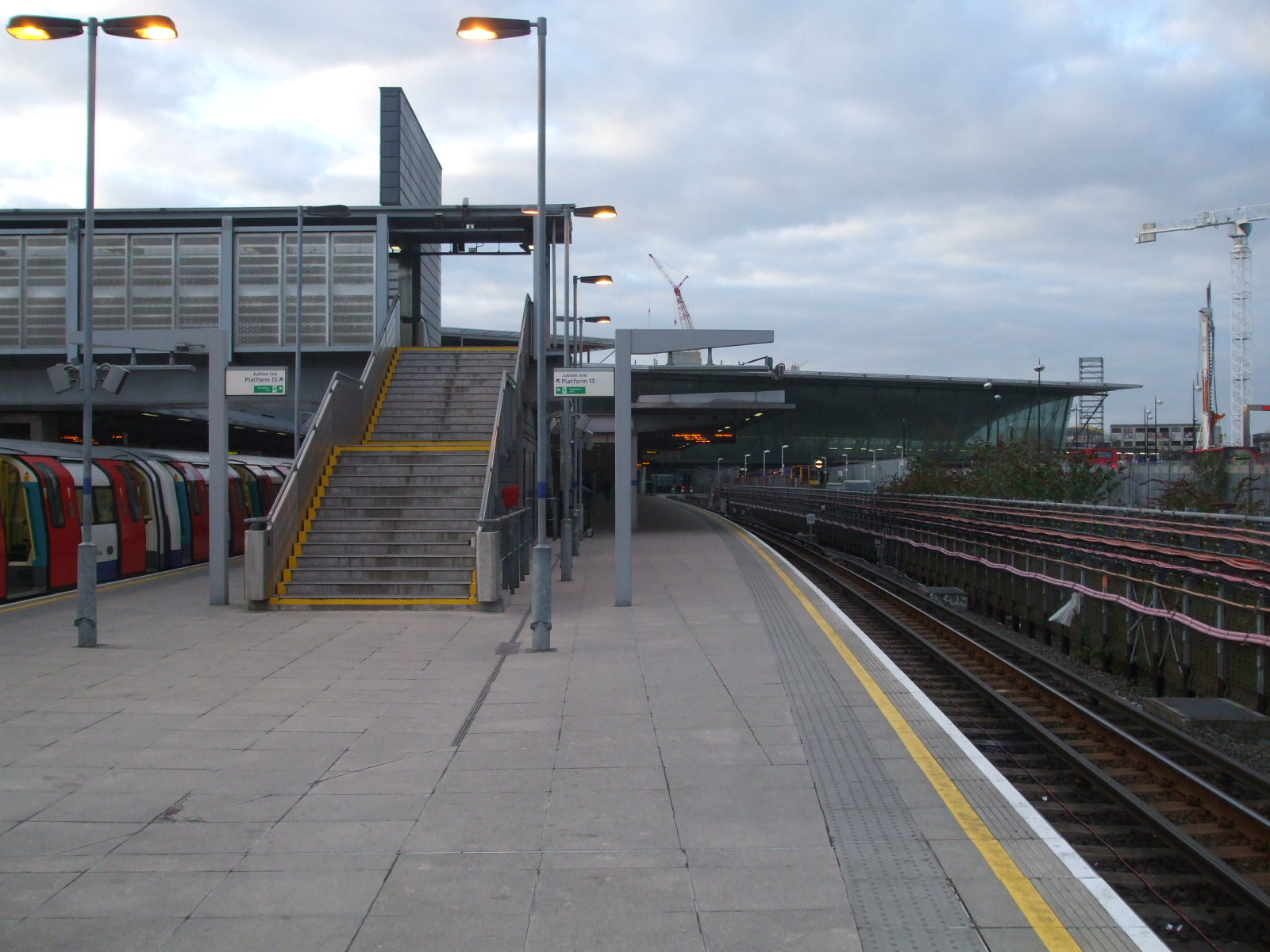
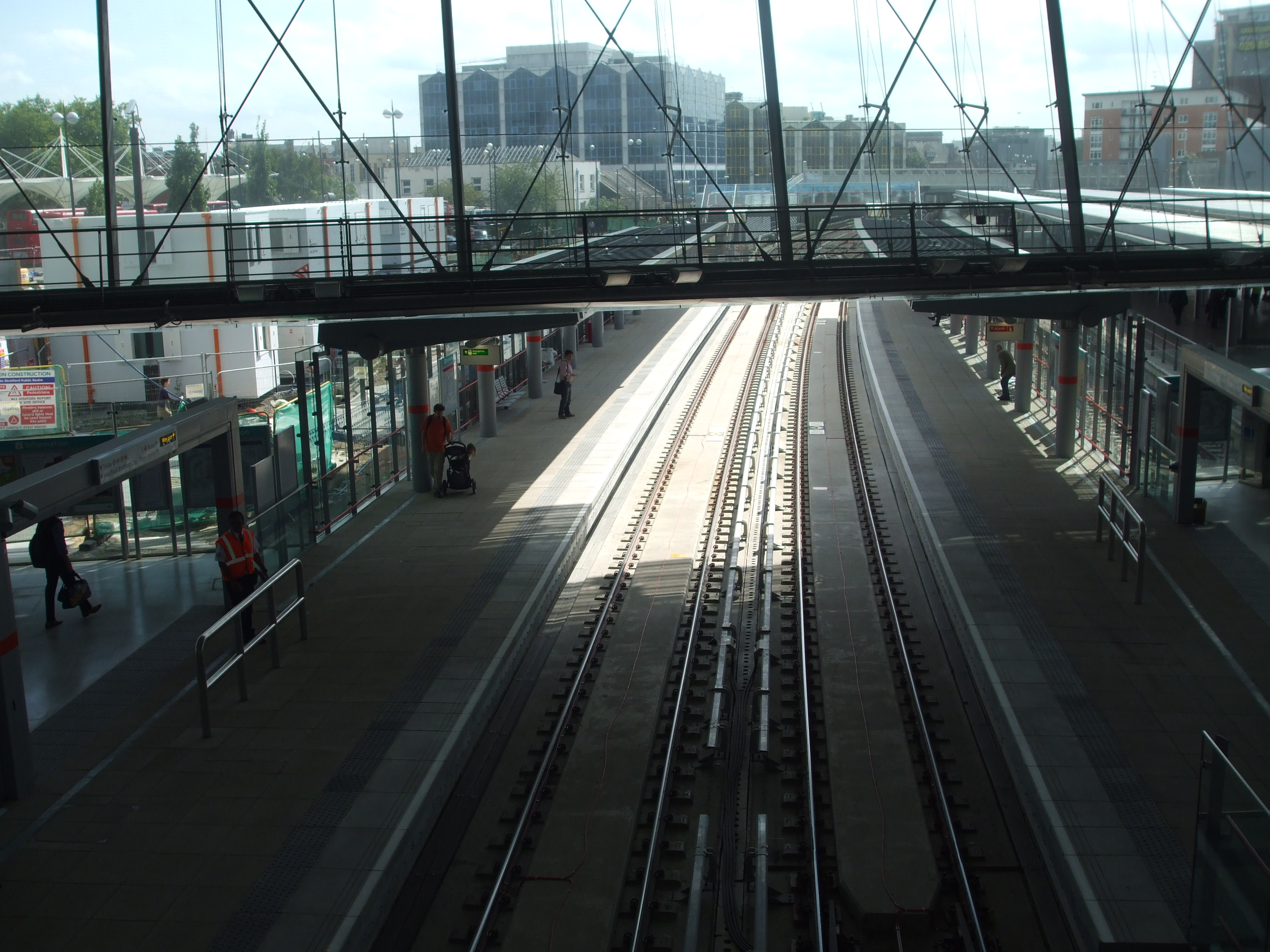
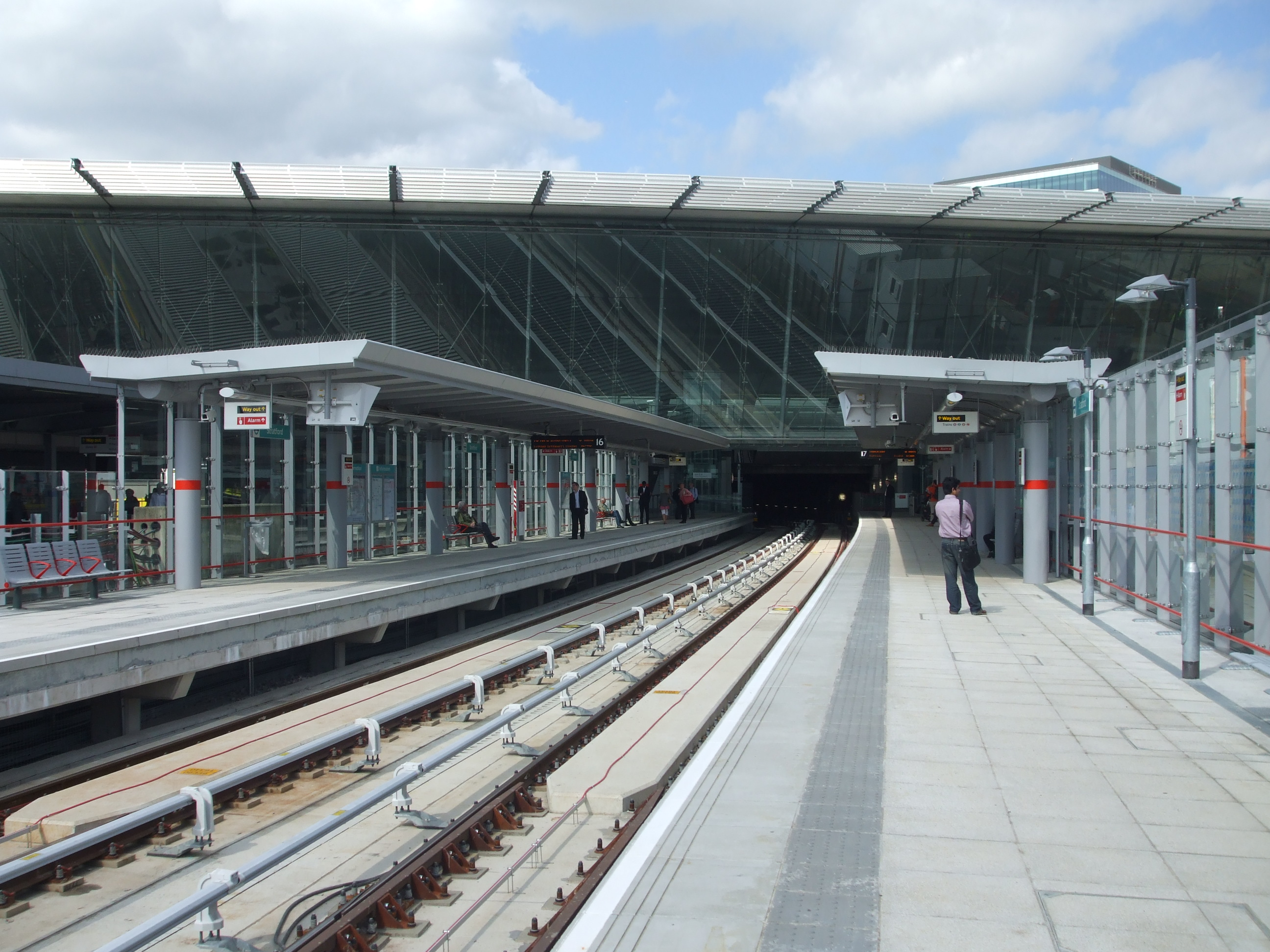